# یوسف شیخ العشره
یوسف شیخ العشره (عربی: يوسف شيخ العشرة؛ زادهٔ ۱۵ ژانویهٔ ۱۹۷۹) بازیکن فوتبال اهل سوریه است.
از باشگاه‌هایی که در آن بازی کرده‌است می‌توان به باشگاه فوتبال الاتحاد (سوریه) اشاره کرد.
وی همچنین در تیم ملی فوتبال سوریه بازی کرده‌است.